# فرودگاه اوست-ایلیمسک
فرودگاه اوست-ایلیمسک (به روسی: Усть-Илимск) فرودگاهی عمومی واقع در اوست-ایلیمسک در کشور روسیه است.